# Епархия Лохи
Епархия Лохи (лат. Dioecesis Loiana) — епархия Римско-католической церкви с центром в городе Лоха в Эквадоре.

## Территория
Епархия включает в себя территорию провинции Лоха в Эквадоре. Входит в состав митрополии Куэнки. Кафедральный собор епархии находится в городе Лоха. Территория диоцеза разделена на 86 приходов. В епархии служат 165 священников (128 приходских и 37 монашествующих), 106 монахов, 277 монахинь.

## История
Епархия Лохи была создана 29 декабря 1862 года на части территории епархии (ныне архиепархии) Куэнки римским папой Пием IX.
26 июля 1954 года на части территории епархии была создана территориальная прелатура Эль-Оро (ныне епархия Мачалы). В городе Эль-Сисне находится санктуарий Богоматери Эль-Сисне, в котором находится самый почитаемый в Эквадоре образ Пресвятой Девы Марии.

## Ординарии
- Хосе-Мария Мазия, O.F.M. (17.9.1875 — 1902);
- Хуан-Хосе-Антонио Эгигурен-Эскудеро (6.3.1907 — 15.1.1911);
- Карлос-Мария-Хавьер де ла Торре (30.12.1911 — 21.8.1919, назначен епископом Боливара);
- Гильермо Аррис (7.5.1920 — 1944);
- Никанор-Роберто Агирре-Баус (23.10.1945 — 10.10.1956);
- Хуан-Мария Риофрио, O.P. (10.10.1956 — 24.6.1963);
- Луис Альфонсо Креспо Чирибога (2.11.1963 — 21.9.1972);
- Альберто Самбрано-Паласиос, O.P. (11.12.1972 — 2.5.1985);
- Уголино Серазуоло Стасей, O.F.M. (2.5.1985 — 15.6.2007);
- Хулио Парилья-Диас (18.4.2008 — 12.1.2013, назначен епископом Риобамбы);
- Альфредо Хосе Эспиноса Матеус, O.S.B., S.D.B. (20.12.2013 — 05.04.2019, назначен архиепископом Кито);
- Уолтер Иегова Эрас Сегарра, O.F.M. (31.10.2019 — по настоящее время).